# Idaea predotaria
Idaea predotaria is een vlinder uit de familie spanners (Geometridae). De wetenschappelijke naam is voor het eerst geldig gepubliceerd in 1951 door Hartig.
De soort komt voor in Europa.